# Mariborski Grad
Mariborski Grad, auch Mestni grad (deutsch: Burg oder Schloss Maribor, auch Stadtschloss Maribor, historisch: Stadtburg Marburg oder Die Burg in Marburg an der Drau) ist der Name eines zwischen dem 15. und 18. Jahrhundert erbauten Schlosses in der Altstadt von Maribor (Slowenien), in der nördlichen Ecke des Burgplatzes. Es ist Sitz des Regionalmuseums Maribor.

## Geschichte

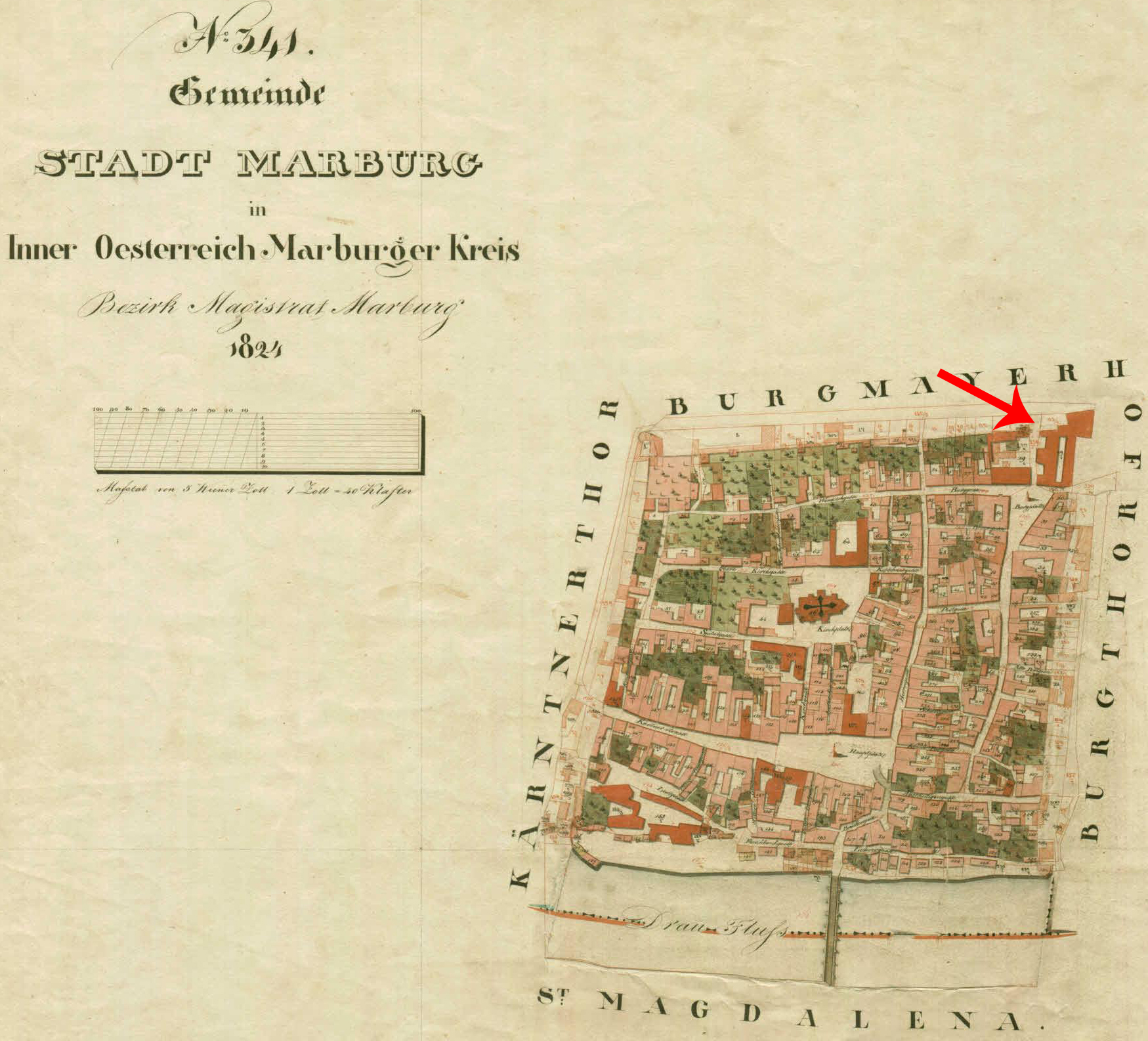
Stadtplan Maribor 1824. Gekennzeichnet: die Stadtburg

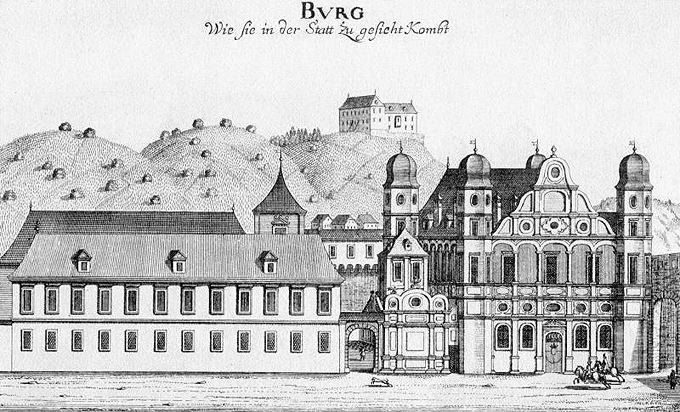
Stadtburg Marburg (Mestni grad Maribor) und Burg Obermarburg nach G.M. Vischer, 1686

Die ersten Bauten des heutigen Stadtschlosses in Maribor wurden ab 1478 auf Befehl von Friedrich III als landesfürstliche Burg errichtet und Mitte des 16. Jahrhunderts durch eine viereckige Bastion ergänzt.
In den Jahren 1655 bis 1661 wurde eine Loretokapelle errichtet. Das heutige barocke Erscheinungsbild ist durch Umbauten in der ersten Hälfte des 18. Jahrhunderts entstanden.
Der Palast, der vier Jahrhunderte lang erweitert worden war, wurde im 19. Jahrhundert verkleinert. Heute ist von den ursprünglich vier Türmen nur noch der neben der Loretokapelle erhalten. 1871 wurde die Grajska ulica durch den Burghof geführt und das reich mit Plastiken verzierte Burghofportal zerstört.

## Besitzer
1590 wurde die Burg an Wolfgang Schranz von Schranzenegg, Vizekanzler von Innerösterreich unter Karl II. verkauft.
Im Jahr 1608 gelangte das Anwesen durch Kauf an Mitglieder der Familie von Khiessl (gemeinsam mit der Herrschaft Marburg), 1728 an die Familie von Brandis, die es bis 1876 besaß. 1881 wurde das Schloss an Clemens August Maria von Twickel aus Westfalen verkauft, 1904 an den Forscher Otmar Reiser und 1921 an den Kaufmann Vilko Berdajs.
1933 kaufte die Stadtverwaltung das Anwesen und wandelte es in ein Museum um. Diese Funktion hat es seitdem behalten.